# Latitudine geomagnetica
La latitudine geomagnetica, o latitudine magnetica, è un parametro analogo alla latitudine geografica, eccetto che, invece di essere definita rispetto ai poli geografici, è definita dall'asse del dipolo geomagnetico, che può essere accuratamente estratto dall'International Geomagnetic Reference Field (IGRF).